# Lucio Julio Vetio Paulo
Lucio Julio Vetio Paulo (en latín Lucius Iulius Vettius Paulus) fue un senador romano del siglo I que desarrolló su carrera política bajo los imperios de Nerón, Vespasiano, Tito y Domiciano.

## Carrera
Su únio cargo conocido fue el de consul suffectus entre mayo y junio de 81, bajo Tito, que falleció en septiembre de ese año.